# Kanton Martel
Martel is een kanton van het Franse departement Lot. Het kanton maakt deel uit van het arrondissement Gourdon. Het telde 10.148 inwoners in 2021.

## Gemeenten
Het kanton Martel omvatte tot 2014 de volgende gemeenten:
- Baladou
- Cazillac
- Cressensac
- Creysse
- Cuzance
- Floirac
- Martel (hoofdplaats)
- Montvalent
- Saint-Denis-lès-Martel
- Sarrazac

Na de herindeling van de kantons bij decreet van 13 februari 2014, met uitwerking op 22 maart 2015, telde het kanton 18 gemeenten.
Op 1 januari 2019 werden :
- de gemeenten Cressensac en Sarrazac samengevoegd tot de fusiegemeente (commune nouvelle) Cressensac-Sarrazac
- de gemeenten Cazillac en Les Quatre-Routes-du-Lot samengevoegd tot de fusiegemeente (commune nouvelle) Le Vignon-en-Quercy.

Sindsdien omvat het kanton volgende gemeenten:
- Baladou
- Bétaille
- Carennac
- Cavagnac
- Condat
- Cressensac-Sarrazac
- Creysse
- Cuzance
- Floirac
- Le Vignon-en-Quercy
- Martel
- Montvalent
- Saint-Denis-lès-Martel
- Saint-Michel-de-Bannières
- Strenquels
- Vayrac